# Bohatîr, Iakîmivka
Bohatîr (în ucraineană Богатир) este un sat în comuna Radîvonivka din raionul Iakîmivka, regiunea Zaporijjea, Ucraina.

## Demografie
Componența lingvistică a localității Bohatîr
     Rusă (78,92%)
     Ucraineană (21,08%)
Conform recensământului din 2001, majoritatea populației localității Bohatîr era vorbitoare de rusă (78,92%), existând în minoritate și vorbitori de ucraineană (21,08%).